# اقطاع
اِقطاع به واگذاری زمین به افراد نظامی در قبال کارهایی که انجام می‌دادند گفته می‌شود که در ابتدا در زمان آل بویه رواج پیدا کرد ولی در زمان سلجوقیان شکل اقطاع تغییر کرد و علاوه بر اینکه به نظامیان واگذار می‌شد، به افراد دیوانی و لشکری در قبال کارهای دیوانی و دولتی نیز تفویض می‌شد. تا زمانی که دولت مرکزی قدرتمند بود، برای تقویت اقتصادی دولت مطلوب بود ولی در زمان قتل نظام‌الملک و ملکشاه دیگر اقطاع برای اقتصاد حکومت‌ها مطلوب نبود.
اقطاع در اصطلاح، واگذاری اراضی از سوی حکومت مرکزی به مقطع برای مدت معینی است و در لغت به معنی قطایع و مفرد آن قطیعه است. اقطاع در زمان آل بویه رواج پیدا کرد.
با حملهٔ مغولان تحولات عمده‌ای در تشکیلات اراضی به وجود آمد و دیگر اقطاع نمی‌توانست هزینه‌های اردوی مغولان را تأمین کند؛ ایلخانان مغول اراضی را به املاک خصوصی تبدیل کردند و با این حملات مغولان، بسیاری ار زمین‌داران بزرگ اراضی خود را از دست دادند.
فرق بین اقطاع و تسبیات در آن است که اقطاع برای مدت معینی به مقطع از سوی حکومت مرکزی داده می‌شد، در حالی که تسبیات در صورتی که مالیات از سوی مناطق به حکومت مرکزی واریز نمی‌گردید، حکومت مرکزی برای دریافت این مالیات کسی را مأمور گرفتن آن می‌کرد ولی اقطاع برای یک دورهٔ معینی از سوی حکومت مرکزی به افراد لشکری و دیوانی واگذار می‌گردید.
یکی از مشکلاتی که دولت مرکزی با آن دست به گریبان بود پرداخت وجوه و حقوق ماهیانهٔ دیوان‌سالاران و نظامیان بود؛ بنابراین دولت مرکزی جهت پرداخت حقوق آنان، اراضی را به شکل اقطاع در اختبار آنان قرار داد.

## انواع اقطاع
اقطاع‌التملیک به واگذاری اقطاع از سوی حکومت مرکزی در قبال امور نظامی‌گری به افراد نظامی واگذار می‌شد که گیرندگان آن به توسعه و آبادانی کشاورزی می‌پرداختند و مشمول عشر می‌شدند.
یک نوع اقطاع دیگری از اقطاع که با اقطاع‌التملیک فرق می‌کرد، اقطاع‌الاستغلال نام داشت که نوع جدیدی که گیرندگان به فکر توسعه و آبادانی آن نبودند و فقط از عایدات آن استفاده می‌کردند و به‌صورت موروثی و مادام‌العمر نبود و نظارت بر این نوع اقطاع بر عهدهٔ دیوان الجیش بود؛ این دیوان بر اساس ارزش خدمات که گیرندگان آن دریافت می‌کردند، آن اراضی را واگذار می‌کردند و صاحبان اقطاع هیچ نوع حق و حقوقی بر گردن رعایا نداشتند. دارندگان اقطاع می‌توانستند اراضی واگذارشده به آن‌ها را از سوی خود یا حکومت مرکزی به کسی دیگر واگذار کنند. این واگذاری در صورتی بود که مقطع احساس می‌کرد که این اراضی برابر با خدماتی که انجام می‌دهد نیست یا این که ازسوی حکومت مرکزی به دلایلی باید این اراضی به کسی دیگر واگذار می‌شد.
برای حکومت مرکزی از این نظر که به اقتصاد آن در زمان آنی کمک می‌کرد نظام اقطاع مطلوب بود ولی در بلندمدت مقطعان اراضی را به املاک خصوصی تبدیل می‌کردند و در نواحی واگذارشده به آن‌ها استقلال به دست آوردند و رعایا به جای پرداخت مالیات به حکومت مرکزی، به مقطعان مالیات پرداخت می‌کردند و از این طریق بود که حکومت مرکزی از یک منبع مهم مالیاتی محروم می‌گردید. اقطاع در زمان آل بوبه بدین صورت بود که در قبال خدمات نظامی به افراد لشکری واگذار می‌گشت ولی این در زمان سلجوقیان نه‌تنها برای تهیهٔ تدارک قشون به کار می‌رفت بلکه از آن در کارهای مسئولیت‌های دولتی و معافیت‌های مالیاتی نیز بوده‌است. در زمان سلجوقیان اقطاع نظامی با حکومت ولایتی تطبیق داده‌شد و همین مسئله باعث ظهور اقطاع دیوانی گردید و اقطاع را براساس ارزش خدمات آن به مقطعان می‌دادند.

## طبقه‌بندی اراضی
اراضی را می‌توان به جهار طبقه تقسیم کرد:
1. اراضی شاهان ساسانی که به اراضی مسلمین تبدیل گردیدند.
2. اراضی که صاحب آن‌ها در جنگ‌ها کشته یا اینکه فرار می‌کردند.
3. املاک خصوصی که از طریق فتوحات، احیا و خرید بدست می‌آمدند.
4. اراضی که داری صاحب بودند و یک عشر از مالیات پرداخت می‌کردند.

دولت مرکزی جهت ادارهٔ ولایات و جمع‌آوری مالیات، مناطق تحت سلطهٔ خود را به‌عنوان اقطاع به افراد بانفوذ دیوانی و لشکری واگذار می‌کرد، در ابتدا دولت مرکزی خود عهده‌دار ادارهٔ ولایات بود ولی از سدهٔ چهارم دریافت که از عهدهٔ آنان برنمی‌آید؛ لذا برخی از وظایف خود را به افراد شکوتمند واگذار کرد؛ این واگذاری به شکل اقطاعات و تسبیبات بود ولی به‌تدریج کنترل و نظارت اراضی واگذار شده از اختیار حکومت مرکزی بیرون رفت.

## انواع بهره‌برداری از زمین

### اقطاع دیوانی
این اقطاع در سراسر دوران سلجوقیان مرسوم بوده‌است. سلاطین به علت ضعف و ناتوانی و برای دور کردن امیران از خود، اراضی را به اقطاع به آن‌ها می‌دادند. گاهی اوقات برای اینکه دو امیر را توسط یکدیگر حذف کنند، یک منطقه را به عنوان اقطاع به هردوی آن‌ها واگذار می‌کردند و مقطع ناچار بود برای گرفتن منطقهٔ مورد نظر خود، به اعمال قوهٔ قهریه توسل بجوید و به تدریج قدرت این امیران در منطقهٔ مورد اقطاع خود فزونی پیدا می‌کرد و این تمایل در آن‌ها بیدار می‌شد که منطقهٔ واگذارشده را به‌صورت مورثی درمی‌آوردند و هم‌چنین بعضی از امیران اقطاع خود را طبق وصیت‌نامه به دیگری اعطا می‌کردند.

### اقطاع لشکری
علاوه بر اقطاع دیوانی نوع دیگر اقطاع وجود داشت که اغلب با عنوان نان پاره معروف بود حکومت مرکزی برای تأمین امرار معاش قشون به افراد نظامی مناطقی را زمان معینی به عنوان اقطاع به افراد لشکری واگذار می‌کرد این نوع اقطاع از اقطاع دیوانی کوچک‌تر بود و بسان اقطاع دیوانی به ارث گذاشته نمی‌شد. این نوع را معمولاً افراد نظامی از دیوان دریافت می‌کردند وبا اقطاع شخصی‌های تفاوتی‌های داشت. این سیستم و نظام در ایام حکومت سنجر بسیار متمرکز شده‌است از اسناد عتبة الکتبه برمی اید که اسناد اقطاع در دیوان عرض نگهداری می‌شد و به امرای بزرگ و فرماندهان نظامی یا سپهسالاران و امرای پایین تر واگذار می‌گردید واگذاری اقطاع به امرای بزرگ بستگی زیادی به خدمات گذشته و آینده آن‌ها داشت.
معمولاً اقطاع را بر اساس نوع ارزش خدماتی که انجام می‌دادند به مقطع واگذار می‌کردند اگر چه اقطاع به صورت مورثی نبود ولی در رمانی که حکومت مرکزی تضعیف می‌شد مقطعان سعی در موروثی کردن ان داشتند.

### اقطاع شخصی
نوع دیگر اقطاع اقطاع شخصی است. این نوع اقطاع ماهینت ملک خصوصی مادام العمر یا موروثی را داشته یا اینکه اقطاعی در مقابل پول بوده‌است. مقطع هیچ نوع تعهدی جز دعا به جان سلطان نداشت اقطاع که به زنان سلجوقیان یا اقطاعی که برای حراست از دارایی‌ها خلفا به آن‌ها تفویض می‌گشت زمره این نوع اقطاع بوده‌است هیچ نوع تعهدی مقطع نسبت به دیوان نداشت ظاهراً از خراج هم معاف بودند.

### اقطاع سلاطین به خویشاوندان
یکی دیگر از انواع اقطاع اقطاعی بود که سلاطین به خویشاوندان خود می‌دادند. سلاطین جهت تأمین معاش خویشاوندان خود، مناطق آباد را به آن‌ها می‌دادند تا از این طریق امرار معاش کنند. مقطعان نمی‌توانستند این نوع اقطاع را موروثی کنند ولی به‌تدریج خانواده‌ها این نوع اقطاع را اقطاع خاص فرض می‌کردند و بر آن‌ها مسلط می‌شدند. این اقطاع با اقطاع دیوانی فرق می‌کرد؛ مقطع در نواحی‌ای که به‌عنوان اقطاع به آن واگذار می‌گردید، سکونت نمی‌کرد. این نوع اقطاع در زمان اتابکان آذربایجان معمول گشت و طبق نوشتهٔ ابن خلکان، اقطاعی که در زمان سلجوقیان به وزرا واگذار می‌شد، یک دهم محصول زمین بود.
حملهٔ مغولان تحولات عمده‌ای را در مالکیت زمین و تشکیلات اراضی باعث گردید. با حملهٔ مغولان اقطاع دیوانی از بین رفت و این نوع اقطاع دیگر نمی‌توانست هزینهٔ قشون مغولان را تأمین کند؛ با از بین رفتن اقطاع دیوانی کشاورزی هم از بین رفت. هنگامی که هلاکو خان بغداد را تصرف کرد، بسیاری از مناطق مفتوحه را به یورت به خویشاوندان خود واگذار کرد. این نوع واگذاری با اقطاع زمان سلجوقیان که به خویشاوندان خود واگذار می‌کردند، شباهت داشت ولی با این تفاوت که در اقطاع سلجوقیان تمایل به سمت موروثی اراضی را داشتند ولی این یورت به صورت مادام‌العمر نبوده‌است.